# Molophilus rostriferus
Molophilus rostriferus là một loài ruồi trong họ Limoniidae. Chúng phân bố ở miền Tân bắc.